# Aleksander Flamberg
Aleksander (Dawidowicz) Flamberg (ur. 1880 w Warszawie, zm. 24 stycznia 1924 tamże) – szachista polski, czołowy gracz z ziem polskich w okresie bezpośrednio poprzedzającym I wojnę światową.

## Życiorys
Urodzony w Warszawie, tamże pobierał nauki szkolne i z wyróżnieniem ukończył gimnazjum realne Pankiewicza. Wyjechał następnie do Londynu na studia chemiczne. Korzystając ze wskazówek znanego mistrza Richarda Teichmanna, w Londynie rozwinął swój talent szachowy. Umiejętności nabrane w Anglii pozwoliły mu po powrocie do kraju zająć rychło miejsce w ścisłej czołówce Warszawskiego Towarzystwa Zwolenników Gry Szachowej.
Rywalizację z takimi szachistami, jak Kazimierz Piotr Miłkowski, Salomon Langleben, Jan Kopczyński, Artur Popławski, Henryk Salwe czy Jan Kleczyński (syn), toczył początkowo w atmosferze towarzyskiej – w popularnych warszawskich kawiarniach szachowych Nowickiego i Pągowskiego, a od 1899 również w turniejach. Na przełomie 1899 i 1900 w pierwszych klubowych mistrzostwach Warszawskiego Towarzystwa Zwolenników Gry Szachowej uplasował się na 5. miejscu, uznając wyższość m.in. Szymona Winawera i Jana Taubenhausa. Latem 1900 w letniej imprezie klubowej podzielił 1-2. miejsce z Langlebenem, ale uległ rywalowi w dogrywce barażowej. Turniej ten otworzył kilkunastoletnie zmagania Flamberga i Langlebena o palmę pierwszeństwa w Warszawie, które uznać należy za rozstrzygnięte na korzyść tego pierwszego. Do 1913 Flamberg uczestniczył w jedenastu różnych turniejach Warszawskiego Towarzystwa Zwolenników Gry Szachowej, zawsze plasując się w najściślejszej czołówce, w tym czterokrotnie legitymując się indywidualnym mistrzostwem klubu (1901, 1902, 1904, 1910). Przewagę nad Langlebenem potwierdził również w 1905 w meczu złożonym z trzynastu partii, z których siedem wygrał, pięć zremisował, a tylko jedną przegrał. Mecze grywał Flamberg także z innymi rywalami, np. w 1901 uległ nieznacznie (jedna wygrana, dwie porażki, bez remisów) pochodzącemu z Kędzierzyna Niemcowi Theodorowi von Scheve. 
W pierwszych latach kariery, mając już opinię silnego gracza, Flamberg rzadko występował poza Warszawą. Pierwszy taki przypadek miał miejsce w 1906, kiedy uczestniczył na zaproszenie Łódzkiego Towarzystwa Zwolenników Gry Szachowej w trzykołowym czwórmeczu; zajął w nim 3. miejsce, za Akibą Rubinsteinem i Michaiłem Czigorinem, a przed Henrykiem Salwe. Rok później w podobnej imprezie w Warszawie, ale rozegranej w słabszej obsadzie, Flamberg wygrał zdecydowanie (przed Langlebenem, Niemcem Einbildem i Kleczyńskim). 21 lutego 1907, jako pierwszy w Warszawie, dał pokaz symultanicznej gry „na pamięć”, a dochód z tego przedsięwzięcia (zakończonego pełnym sukcesem Flamberga, który wygrał wszystkie cztery partie) przeznaczono na rozwój warszawskiego pogotowia ratunkowego. 
Gry towarzyskie w tym okresie toczył Flamberg najchętniej w kawiarni „Udziałowa” na rogu Alei Jerozolimskich i Nowego Światu, a za ulubionego partnera miał mistrza gry analitycznej Artura Popławskiego. Partie szachowe toczone przez tych graczy słynęły ze swojej długości i kończone były zazwyczaj już poza kawiarnią, w domu znacznie starszego Popławskiego, co według przekazu anegdotycznego świadka tej rywalizacji Zygmunta Szulce Flamberg wyjątkowo sobie chwalił, ceniąc kuchnię małżonki przeciwnika. W turniejach Warszawskiego Towarzystwa Zwolenników Gry Szachowej Flamberg i Popławski nie mieli okazji się zmierzyć (Popławski w czasie kariery Flamberga nie udzielał się już turniejowo), ale w 1900 rozegrali mecz złożony z dziewięciu partii, który zakończył się wysokim zwycięstwem Popławskiego (sześć wygranych, dwie porażki, jeden remis).
Od 1909 pozycja Flamberga jako lidera warszawskich szachów została zachwiana przez przyjazd do Warszawy Akiby Rubinsteina. W 1910 Flamberg po raz kolejny został mistrzem Warszawskiego Towarzystwa Zwolenników Gry Szachowej, ale już w kolejnych imprezach w tymże roku plasował się za Rubinsteinem. Przegrał także, w zdecydowanym stosunku (cztery porażki, jeden remis), bezpośredni mecz z Rubinsteinem. Z drugiej strony obecność wybitnego mistrza sprawiła, że przyjeżdżali do Warszawy znani gracze ze świata, co również Flambergowi dało okazję do zmierzenia się m.in. z Fiodorem Duz-Chotimirskim, Siemionem Ałapinem, Jefimem Bogolubowem, Frankiem Marshallem.
W 1911 został wicemistrzem wszechrosyjskiego turnieju amatorów w Petersburgu (za Stiepanem Lewickim), co dało mu prawo udziału w turnieju mistrzowskim w Wilnie w 1912; w Wilnie zajął 5. miejsce, za Rubinsteinem, Bernsteinem, Lewickim i Nimzowitschem, a przed m.in. Alechinem. Również w 1912 wystąpił w międzynarodowym turnieju tematycznym (gambitowym) w Abbacji, w którym zajął dzielone 6-7. miejsce. W Wiedniu w małym meczu pokonał Adolfa Albina, wygrywając obie partie. W turnieju Łódzkiego Towarzystwa Zwolenników Gry Szachowej uległ tylko Bogolubowowi, a wyprzedzić zdołał Henryka Salwe, Salomona Langlebena, Dawida Daniuszewskiego i innych graczy. Rok później zrewanżował się Bogolubowowi, którego w towarzyskim meczu w Warszawie pokonał zdecydowanie – trzy partie wygrane, bez remisów i porażek (Litmanowicz i Giżycki podają: cztery wygrane, jedna porażka, bez remisów). W 1913 zremisował ponadto w Warszawie z Oldřichem Durasem i pokonał Mojżesza Łowckiego, co przełożyło się na zwycięstwo w małym trzyosobowym turnieju.
Bliski wielkiego sukcesu był Flamberg w 1914 na mistrzostwach Rosji w Petersburgu. Cenne zwycięstwa, w tym nad Bogolubowem, Łowckim, Salwe, Lewickim, dawały mu przez długi czas pozycję lidera imprezy, i dopiero porażka z Jewgienijem Znosko-Borowskim w końcowej fazie turnieju sprawiła, że warszawskiego gracza zdołali wyprzedzić o pół punktu Aleksander Alechin i Aron Nimzowitsch. Również w 1914 Flamberg wygrał turniej Krakowskiego Klubu Szachistów, przed Józefem Dominikiem, a także m.in. przed Karolem Irzykowskim. W tym samym roku udał się do Mannheim na Kongres Niemieckiego Związku Szachowego, zajmując odległe 17. miejsce przy zwycięstwie Alechina; nie było mu dane bezpiecznie wrócić z tego turnieju – wraz z innymi szachistami z krajów Ententy został internowany w Baden-Baden, a potem w Tribergu w Wirtembergii. Uwięzieni szachiści rozegrali kilka towarzyskich turniejów, w pierwszym z nich Flamberg triumfował, a w pozostałych plasował się w środku stawki – na 4. albo 3. miejscach.
Wyniki uzyskane do 1914 zapewniły Flambergowi wysokie miejsce w zestawieniach rankingowych. Retrospektywna klasyfikacja ELO wyceniła siłę jego gry na 2480 punktów. Na uwagę zasługuje skuteczność w rywalizacji z Jefimem Bogolubowem, który w latach 20. i 30. XX wieku występował jako pretendent do tytułu mistrza świata. 
W połowie wojny Flamberg powrócił do Warszawy i włączył się ponownie do życia szachowego. Uczestniczył m.in. w turniejach Warszawskiego Towarzystwa Zwolenników Gry Szachowej, w 1916 zajmując 4-5. miejsce, w 1917 plasując się na 3-4. miejscu (za Rubinsteinem i Łowckim, wspólnie ze Zdzisławem Belsitzmanem). W 1919, w pierwszej imprezie klubowej w niepodległej Polsce, zajął 2. lokatę, za sensacyjnym zwycięzcą Belsitzmanem, a przed Akibą Rubinsteinem i Dawidem Przepiórką.

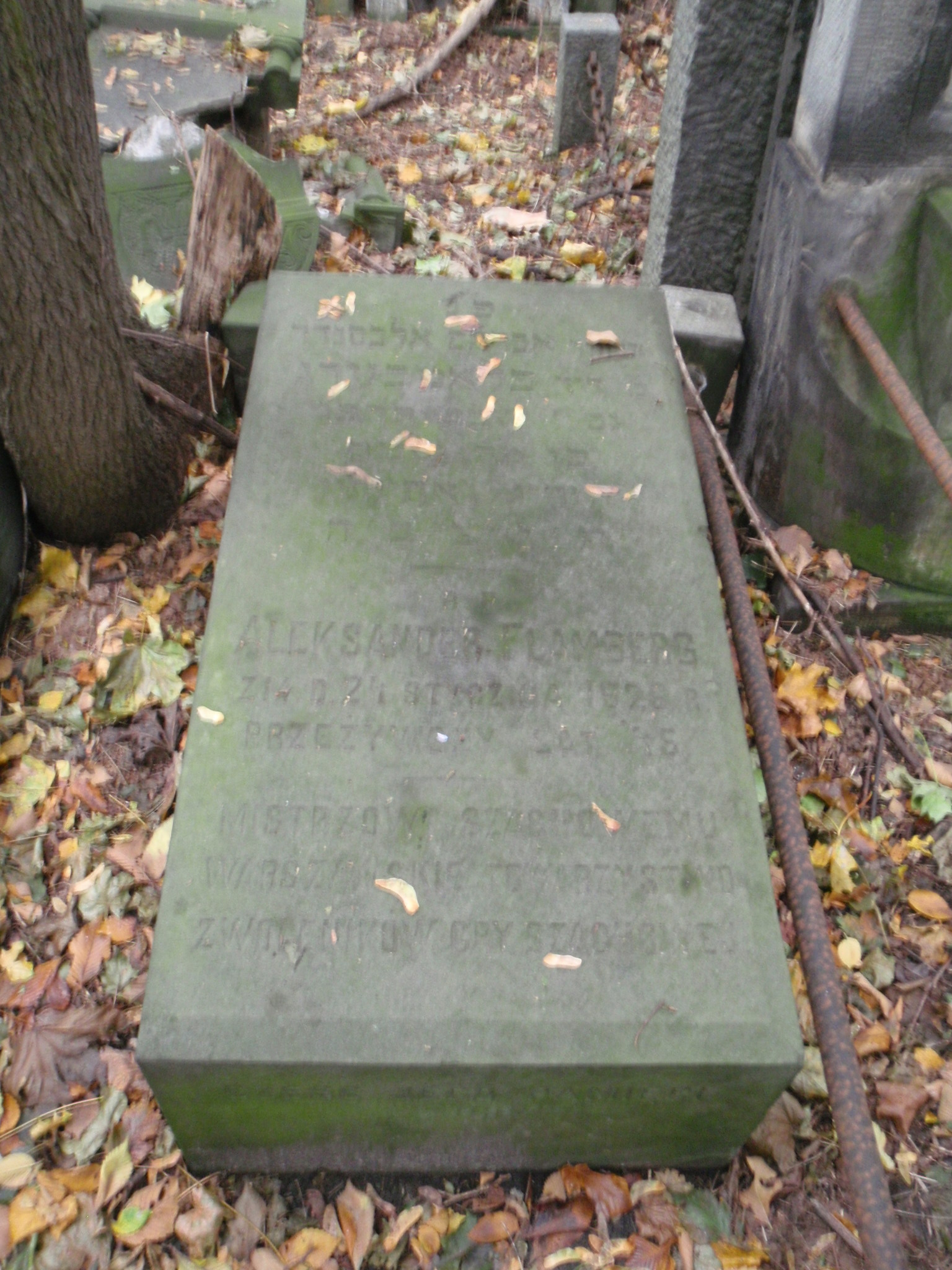
Grób Aleksandra Flamberga na cmentarzu żydowskim przy ul. Okopowej w Warszawie

Wkrótce Flamberga do ograniczenia występów turniejowych zmusiła ciężka choroba. Szachista grywał rzadko, m.in. reprezentował stolicę w meczach z Łodzią. W 1924 jeszcze raz wygrał turniej Warszawskiego Towarzystwa Zwolenników Gry Szachowej, wyprzedzając takich rywali jak Józef Cukierman, Stanisław Kohn, Paulin Frydman, Kazimierz Makarczyk oraz Salomon Langleben i Mojżesz Łowcki. Wynik ten stawiał go w rzędzie faworytów eliminacji olimpijskiej w tymże roku, jednak z powodu nawrotu choroby do tego turnieju już nie przystąpił. Ostatecznie jesienią 1924 wycofał się z życia turniejowego. Zmarł w Warszawie 24 stycznia 1926. Jest pochowany na cmentarzu żydowskim przy ulicy Okopowej.
Współcześni określali Flamberga jako gracza „wysoce artystycznego”, o „żelaznej konsekwencji, poprawności, wykwintnej pomysłowości oraz gruntownej znajomości teorii” („Ilustrated London News”, 1906), obdarzonego „szybką orientacją”, który „widzi wszystko, posiada gruntowną znajomość tak teorii, jak i strategii szachowej” („Szachista Polski”, 1914). We wspomnieniach pośmiertnych Dawid Przepiórka określił go mianem „prawdziwego talentu z bożej łaski”, o stylu jasnym i przejrzystym, umiejącym odnaleźć logikę szachową, a Jan Kleczyński umieścił go wśród „najsilniejszych mistrzów gry szachowej praktycznej w ostatnim ćwierćwieczu w Polsce”, obok Artura Popławskiego i Akiby Rubinsteina.